# Heinrich Baucke
Heinrich Karl Baucke (* 15. April 1875 in Düsseldorf; † 12. April 1915 in Ratingen) war ein deutscher Bildhauer des Neobarock.

## Leben
Heinrich Baucke studierte von 1891 bis 1900 an der Kunstakademie bei Karl Janssen Bildhauerei. Sein erster Erfolg war die Bronzefigur Sieger im Faustkampf, die heute in der Kunsthalle Düsseldorf zu sehen ist. Er ließ sich in Düsseldorf als freier Bildhauer nieder und engagierte sich im dortigen „Verein akademischer Bildhauer“, der die Interessen der rheinischen Bildhauer gegen die Berliner Konkurrenz zu vertreten suchte. 1903 übersiedelte er nach Berlin, wo er mehrere Aufträge Kaiser Wilhelms II. ausführte, darunter auch die Statue Wilhelms III. von Oranien-Nassau auf der Lustgartenterrasse des Berliner Schlosses. Heinrich Bauke starb am 12. oder 13. April 1915 in Ratingen.

## Werke
- 1897: Bronzefigur Sieger im Faustkampf, Kunsthalle Düsseldorf, Düsseldorf, Replikat vor der Nationalgalerie Berlin
- 1900: Büste des Deutschen Kaisers Wilhelm I. für das Denkmal in Rotthausen
- 1902: König Friedrich I.-Standbild, auf dem Neumarkt, Moers
- 1904: Kurfürstin Louise Henriette-Standbild, Gemahlin des Großen Kurfürsten, vor dem Schloss, Moers
- 1907: Standbild Wilhelm III. von Oranien-Nassau, Lustgartenterrasse des Berliner Schlosses, Berlin (zerstört, ein zweiter Guss steht im Kensington Palace, London[2])
- 1909: Bronzestatuen des Königs Friedrich I. in Preußen und der Königin Sophie Charlotte am Charlottenburger Tor, Berlin
- 1909: Wilhelm Greef-Brunnen als Denkmal für den Seminarlehrer und Gründer des Moerser Männergesangvereins, Schlosspark Moers
- Fassadenstandbild König Friedrich Wilhelm III. am Rathaus, Elberfeld (eingeschmolzen)
- Moltke- und Bismarck-Büsten, Kaiser-Wilhelm-Museum, Krefeld

## Galerie

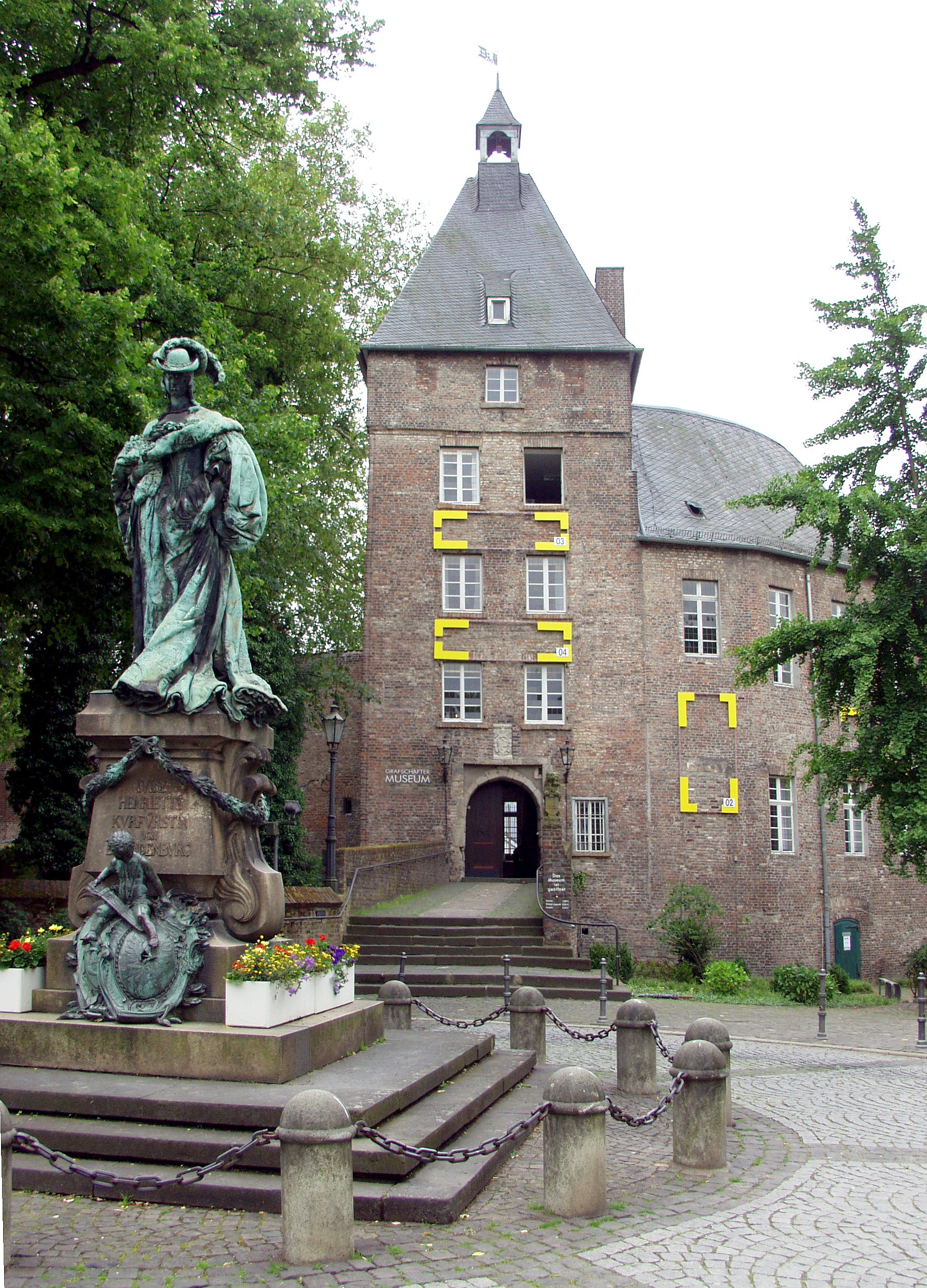
Statue der Luise Henriette von Oranien vor dem Moerser Schloss
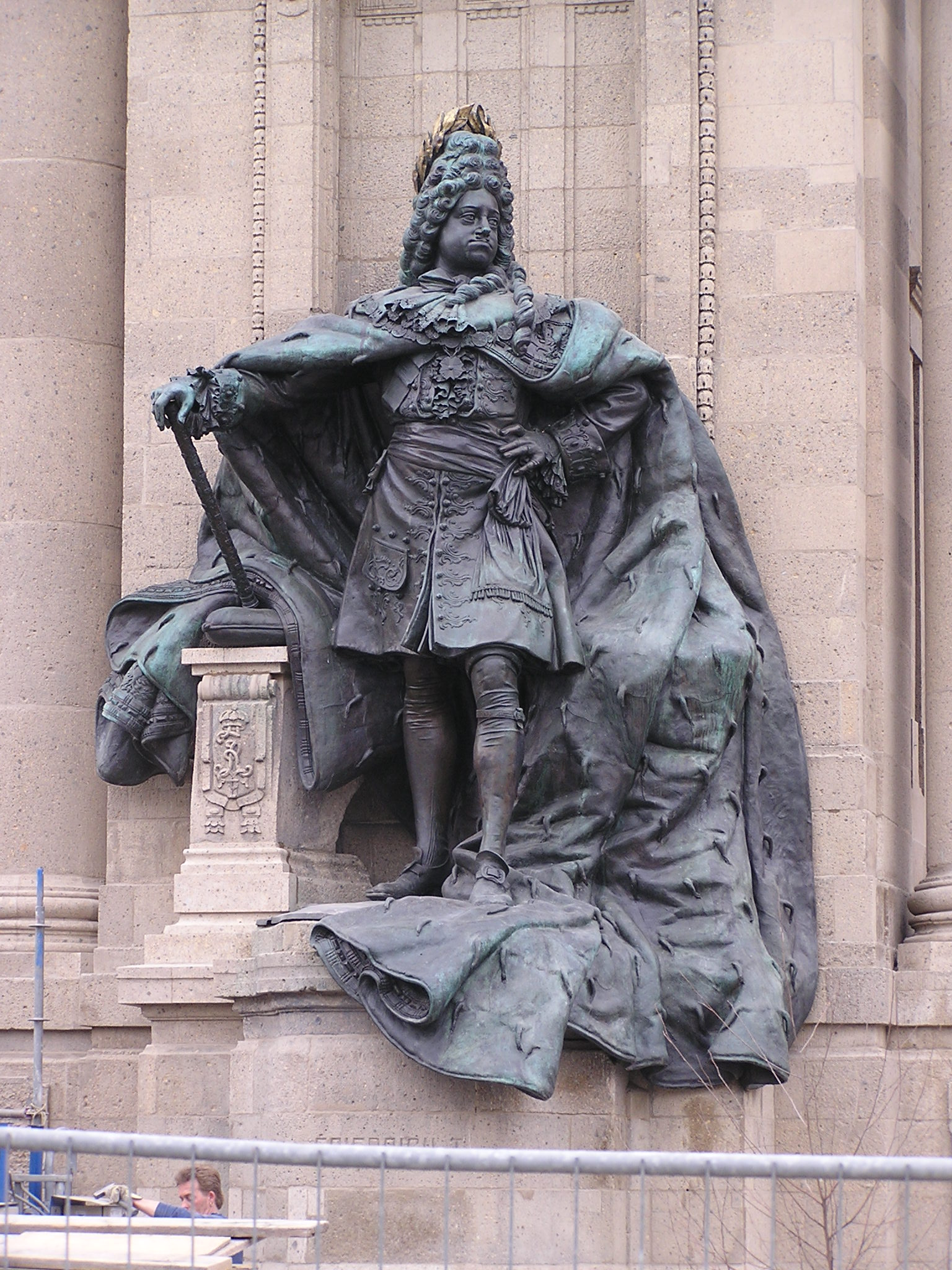
Friedrich I. am Charlottenburger Tor Berlin
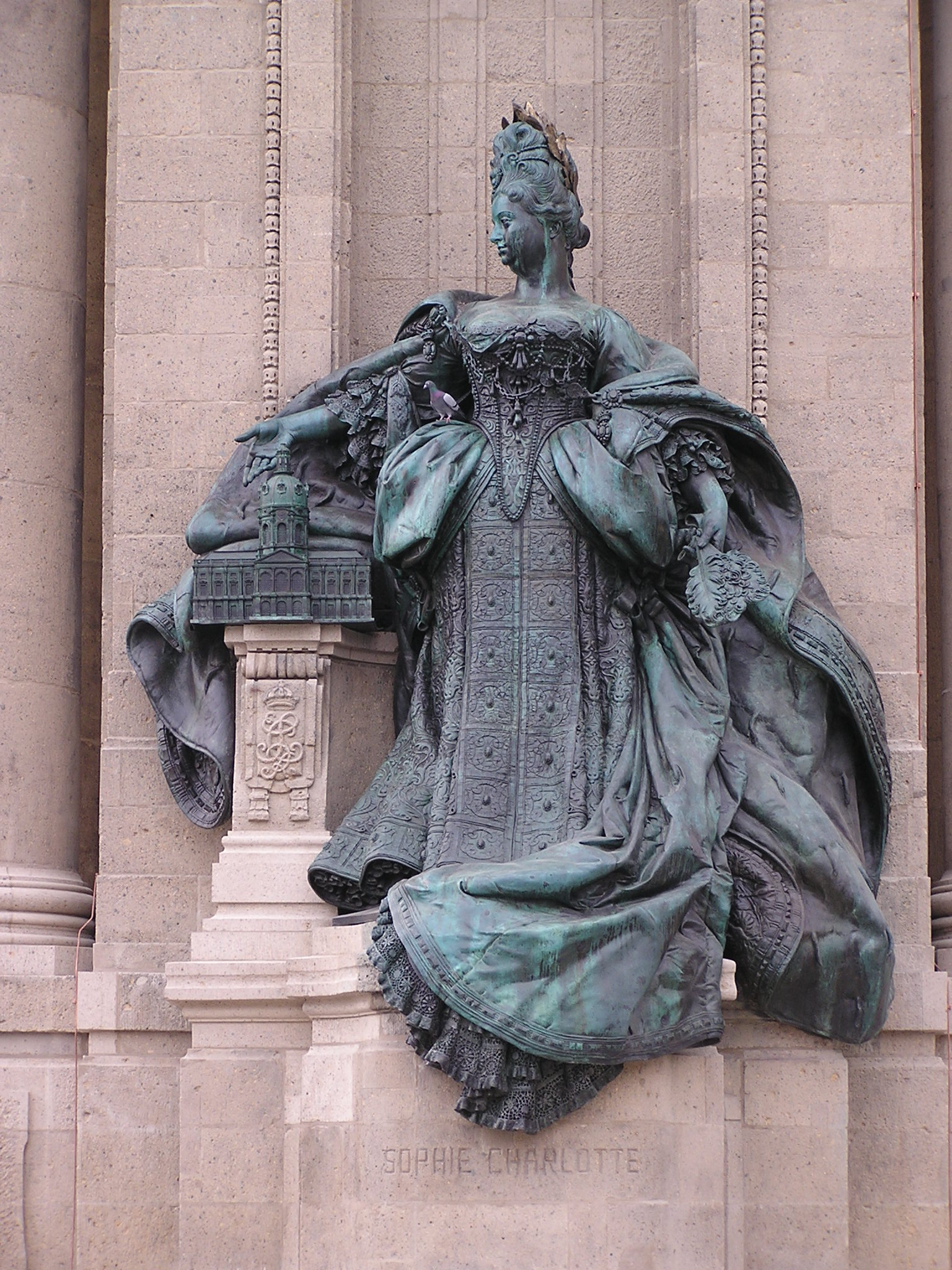
Sophie Charlotte am Charlottenburger Tor Berlin
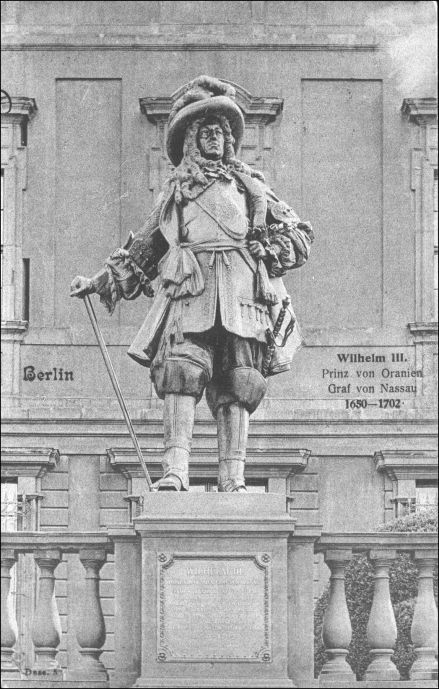
Standbild Wilhelm III. von Oranien-Nassau, Lustgartenterrasse des Berliner Schlosses, Berlin
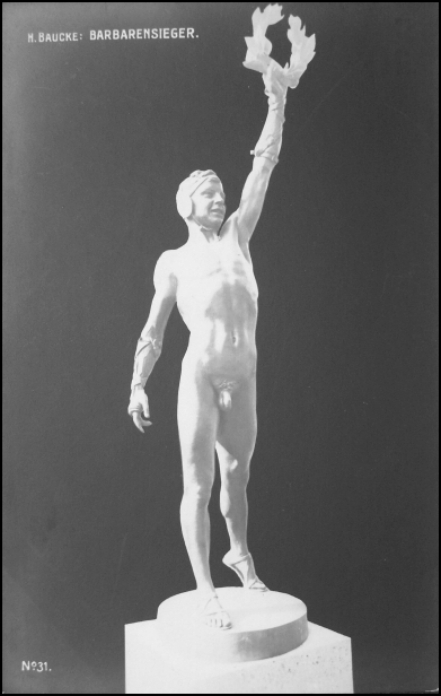
Barbarensieger (Sieger im Faustkampf) 1897